# Marcos Arouca
Marcos Arouca da Silva (Duas Barras, Río de Janeiro; 11 de agosto de 1986), o simplemente Arouca, es un futbolista brasileño que juega como mediocampista defensivo. Actualmente se encuentra sin club tras pasar por Figueirense del Campeonato Brasileño de Serie C. Fue internacional con la selección de Brasil.

## Clubes
| Club                      | País   | Año         |
| ------------------------- | ------ | ----------- |
| Fluminense                | Brasil | 2004 - 2009 |
| São Paulo                 | Brasil | 2009 - 2010 |
| Santos                    | Brasil | 2010 - 2015 |
| Palmeiras                 | Brasil | 2015 - 2019 |
| Atlético Mineiro (cedido) | Brasil | 2018        |
| EC Vitória (cedido)       | Brasil | 2018        |
| Figueirense               | Brasil | 2020 - 2022 |

### Estadísticas
| Club                | Div.          | Temporada     | Liga  | Liga  | Copa Estatal | Copa Estatal | Copa nacional | Copa nacional | Copa internacional | Copa internacional | Total | Total |
| Club                | Div.          | Temporada     | Part. | Goles | Part.        | Goles        | Part.         | Goles         | Part.              | Goles              | Part. | Goles |
| ------------------- | ------------- | ------------- | ----- | ----- | ------------ | ------------ | ------------- | ------------- | ------------------ | ------------------ | ----- | ----- |
| Fluminense · Brasil |               |               |       |       |              |              |               |               |                    |                    |       |       |
| 1ª                  | 2004          | 10            | 0     | -     | -            | -            | -             | -             | -                  | 10                 | 0     |       |
| 1ª                  | 2005          | 34            | 3     | -     | -            | -            | -             | -             | -                  | 34                 | 3     |       |
| 1ª                  | 2006          | 19            | 0     | -     | -            | -            | -             | -             | -                  | 19                 | 0     |       |
| 1ª                  | 2007          | 30            | 4     | -     | -            | -            | -             | -             | -                  | 30                 | 4     |       |
| 1ª                  | 2008          | 29            | 1     | -     | -            | -            | -             | -             | -                  | 29                 | 1     |       |
| Total club          | Total club    | 122           | 8     | -     | -            | -            | -             | -             | -                  | 122                | 8     |       |
| São Paulo · Brasil  |               |               |       |       |              |              |               |               |                    |                    |       |       |
| 1ª                  | 2009          | 21            | 0     | 16    | 0            | -            | -             | 3             | 0                  | 40                 | 0     |       |
| Total club          | Total club    | 21            | 0     | 16    | 0            | -            | -             | 3             | 0                  | 40                 | 0     |       |
| Santos · Brasil     |               |               |       |       |              |              |               |               |                    |                    |       |       |
| 1ª                  | 2010          | 28            | 0     | 15    | 0            | 9            | 0             | 2             | 0                  | 54                 | 0     |       |
| 1ª                  | 2011          | 26            | 0     | 5     | 1            | -            | -             | 12            | 0                  | 43                 | 1     |       |
| 1ª                  | 2012          | 31            | 0     | 17    | 1            | -            | -             | 14            | 0                  | 62                 | 1     |       |
| 1ª                  | 2013          | 26            | 0     | 18    | 0            | 4            | 0             | -             | -                  | 48                 | 0     |       |
| 1ª                  | 2014          | 32            | 1     | 17    | 2            | -            | -             | -             | -                  | 49                 | 4     |       |
| Total club          | Total club    | 143           | 1     | 72    | 4            | 13           | 0             | 28            | 0                  | 256                | 6     |       |
| Palmeiras · Brasil  |               |               |       |       |              |              |               |               |                    |                    |       |       |
| 1ª                  | 2015          | 22            | 0     | -     | -            | -            | -             | -             | -                  | 22                 | 0     |       |
| 1ª                  | 2016          | 2             | 0     | -     | -            | -            | -             | 3             | 0                  | 5                  | 0     |       |
| Total club          | Total club    | 24            | 0     | 0     | 0            | 0            | 0             | 3             | 0                  | 27                 | 0     |       |
| Total carrera       | Total carrera | Total carrera | 310   | 9     | 72           | 4            | 13            | 0             | 34                 | 0                  | 429   | 14    |

## Palmarés

### Campeonatos regionales
| Título              | Club       | País   | Año  |
| ------------------- | ---------- | ------ | ---- |
| Campeonato Carioca  | Fluminense | Brasil | 2005 |
| Campeonato Paulista | Santos     | Brasil | 2010 |
| Campeonato Paulista | Santos     | Brasil | 2011 |
| Campeonato Paulista | Santos     | Brasil | 2012 |

### Campeonatos nacionales
| Título         | Club       | País   | Año  |
| -------------- | ---------- | ------ | ---- |
| Copa de Brasil | Fluminense | Brasil | 2007 |
| Copa de Brasil | Santos     | Brasil | 2010 |
| Serie A        | Palmeiras  | Brasil | 2016 |

### Campeonatos internacionales
| Título              | Club   | País   | Año  |
| ------------------- | ------ | ------ | ---- |
| Copa Libertadores   | Santos | Brasil | 2011 |
| Recopa Sudamericana | Santos | Brasil | 2012 |